# Пешнево (Казанский район)
Пешнево — село в Казанском районе Тюменской области России. Административный центр Пешневского сельского поселения. 

## География
Находится в 16 км от села Казанское и в 303 км от Тюмени.

## История
Деревня Пешнево основана между 1763 и 1782 годом, предположительно в 1773 году (впервые упоминается в метрических книгах Казанской церкви). Согласно ревизской сказки Красноярской слободы Ишимского дистрикта хранящейся в Тобольском архиве фонд И154 опись 8 дело 32: «1782 года марта 10 Ишимского дистрикта Красноярской слободы новозаселенной деревни Пешневой десятник Афанасий Медведев переписал 85 мужчин и 77 женщин».
Деревню Пешнево основали переселенцы из деревень:
Ярковой (Большие Ярки), 12 мужчин
Яровской, 6
Баландиной, 2
Слаткой, 8
Афонькиной, 3
Долиной, 7
Из Коркиной слободы, 1
Из села Аромашево, 1

## Население
| 2010 |
| ---- |
| 453  |

Согласно результатам переписи 2002 года, в национальной структуре населения русские составляли 90 % из 575 чел.